# Jan Trip van Berckenrode

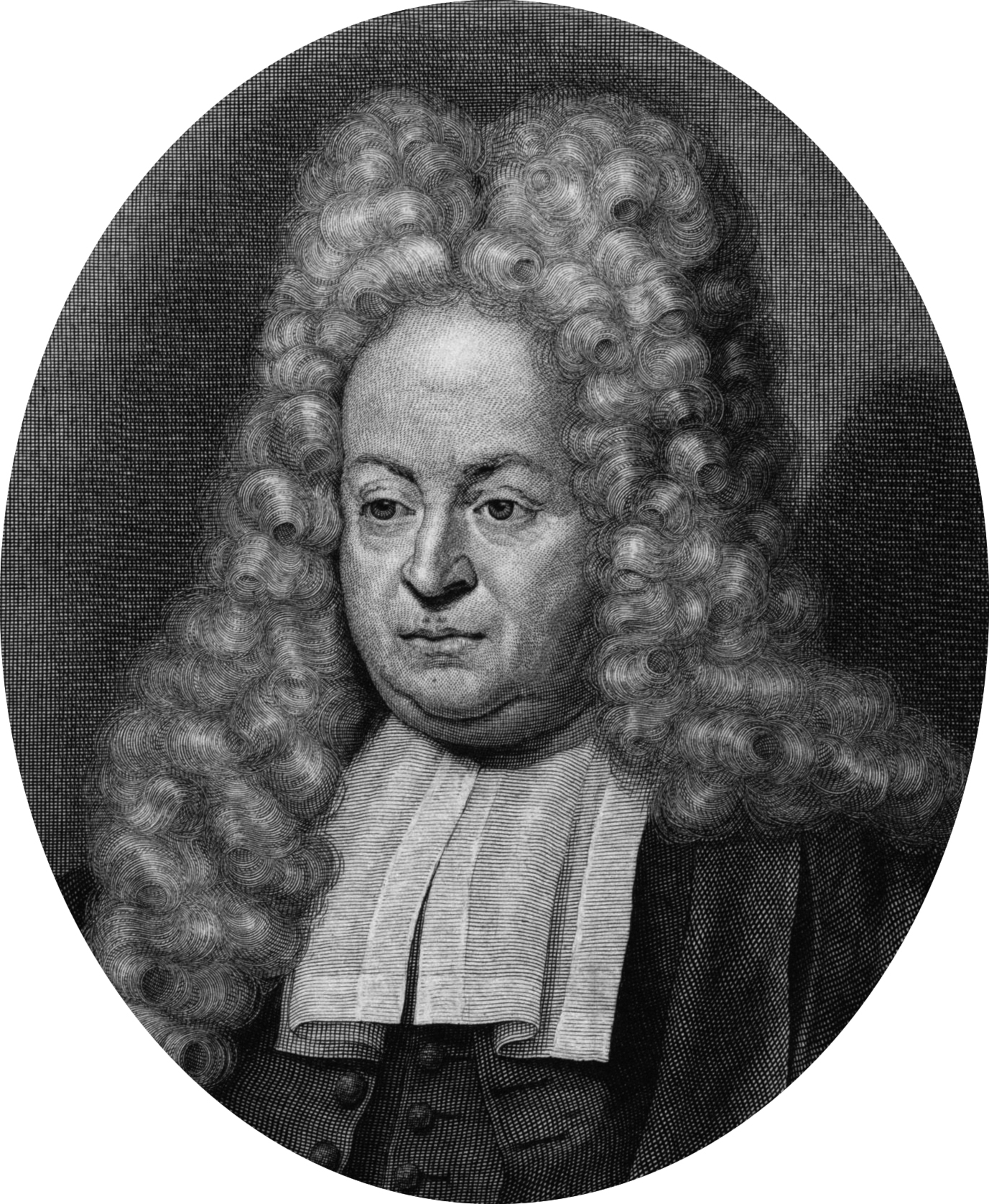
Jan Trip van Berckenrode

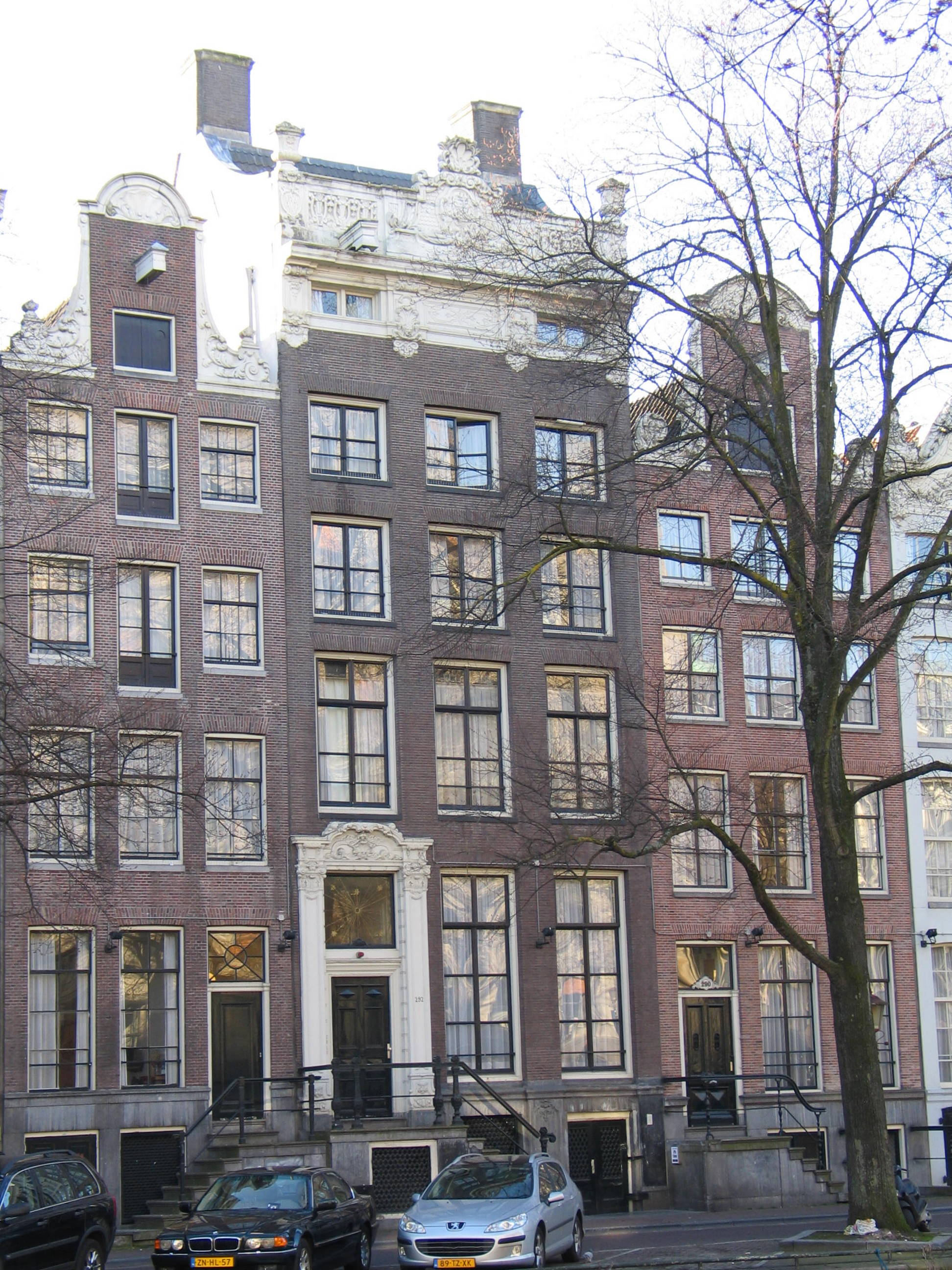
Das Wohnhaus von Jan Trip van Berkenrode in der Singel 292.

Jan Trip van Berckenrode (* 31. Oktober 1664 in Amsterdam; † 4. Dezember 1732 ebenda) war ein Amsterdamer Regent aus der sogenannten Zweiten statthalterlosen Periode.

## Leben
Jan Trip van Berkenrode entstammte dem Geschlecht der Trip und wurde als Sohn des Jacobus Trip (1627–1670) und der Margartha Munter (1639–1711) im Trippenhuis geboren. Nach seinen Studien an der Universität von Leiden, die er im Jahre 1685 abschloss, kam er zwei Jahre später als Kommissar in die Regierung seiner Heimatstadt Amsterdam. Seine erste Ernennung zum regierenden Bürgermeister erfolgte 1707. Diese Position hatte Jan Trip van Berkenrode noch weitere zwölf (oder 14) mal bis 1731 inne. In seinem letzten Jahr als Regent leitete er außerdem die Sozietät von Suriname. Gemeinsam mit Anthonie Heinsius, dem Ratspensionär der Republik, verhandelte Trip im Jahre 1710 über den Frieden mit Frankreich.
Jan Trip van Berkenrode herrschte in den 1720er Jahren mit einem ähnlichen Machtanspruch über die Stadt, wie es vor ihm die großen Regenten des Goldenen Zeitalters taten. Im Jahre 1727 wurde der Staatsgesinnte Simon van Slingelandt seines Amtes als Ratspensionär entkleidet, und der oranisch gesinnte Willem Buys sein Nachfolger. Slingelandt war ein politisch Gleichgesinnter und Vertrauter von Jan Trip van Berckenrode und Mattheus Lestevenon (senior) gewesen. Lestevenons Sohn Mattheus Lestevenon war einer von Trip van Berckenrodes Enkelkindern und erbte den adeligen Titel Heer van Berckenrode.
Verheiratet war Trip van Berkenrode mit Margaretha Cecilia Nijs (1690), nach deren Tod heiratete er 1713 Elisabeth Thiellens, von der er den adeligen Titel Heer van Berckenrode erbte. Aus seiner ersten Ehe hatte er Jan Trip (* 1691) – genannt De Jonge – zum Sohn. Dieser verheiratete sich mit Petronella van Hoorn, der Tochter von Joan van Hoorn, dem Generalgouverneur von Niederländisch-Ostindien. Trip, der Sekretär und Kommissar von Amsterdam, kaufte im Jahre 1716 von seinem Vater das Gut Beeckestijn bei Velsen.